# Enema
Enema — род жуков, принадлежащий к подсемейству Дупляки, в составе семейства пластинчатоусые.

## Описание
Относительно крупные жуки длиной 40—70 мм. Тело сильно вытянутое, параллельное, умеренно выпуклое. Окраска преимущественно темная, буро-чёрная или почти чёрная. На голове расположен рог, который у самцов может достигать более или менее значительной длины. У самок рог на голове менее развитый, относительно короткий и тонкий. Рог на переднеспинке — только у самцов. Ноги сильные, но не длинные. Передние голени широкие, снаружи с 3 зубцами.
Жуки ведут преимущественно ночной образ жизни, часто прилетают на источники искусственного света.
Личинки вероятно обитают в почве, питаясь перегноем.

## Ареал
Бразилия, юг Мексики, Колумбия, Эквадор, Перу.

## Виды
Род включает в себя 2 вида:
- Enema endymion (Chevrolat, 1843)
- Enema pan (Fabricius, 1775)

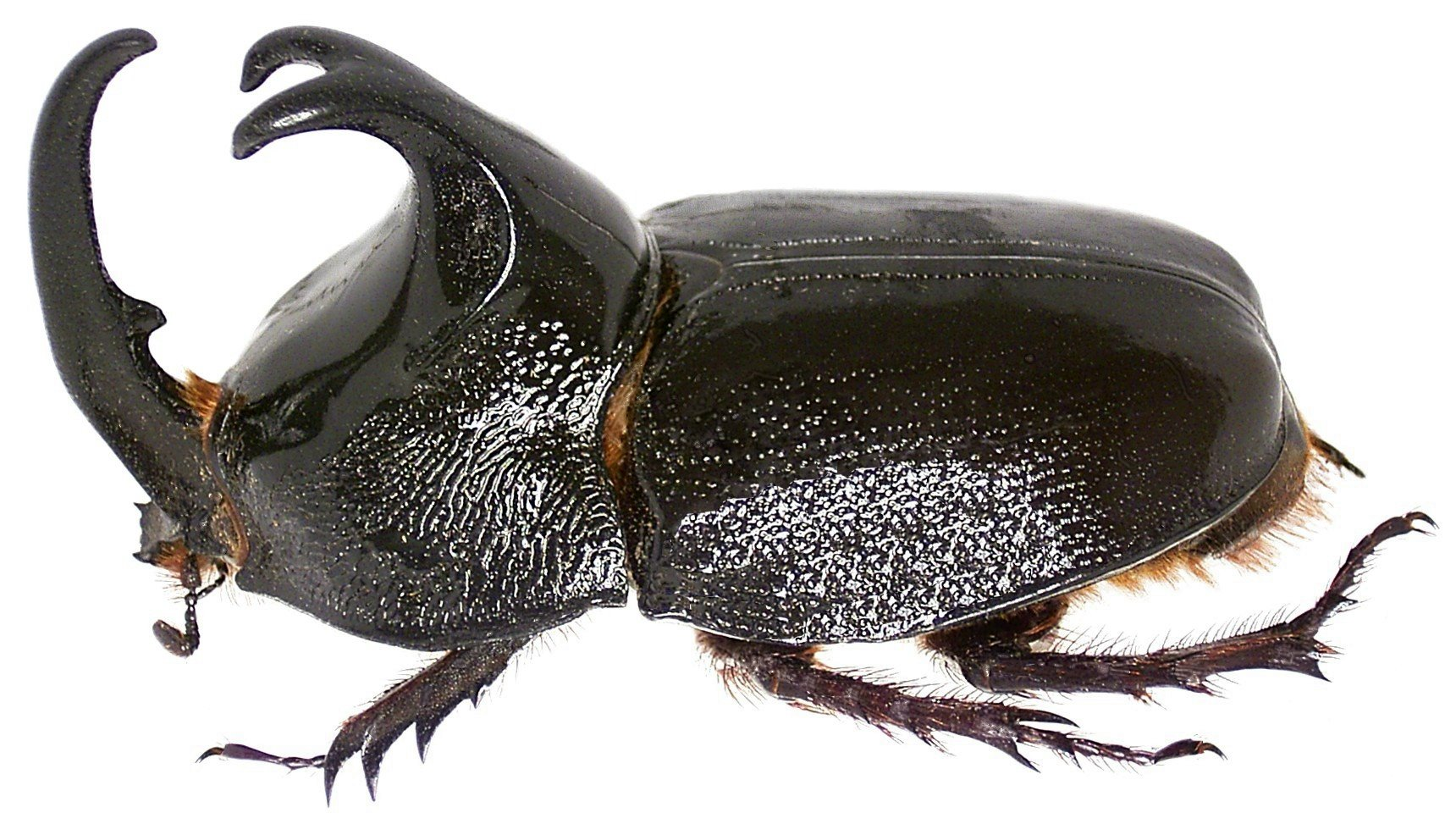
Самец Enema pan
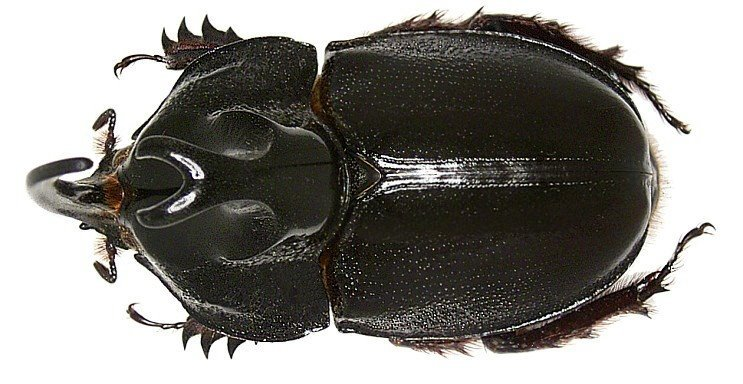
Самец Enema pan
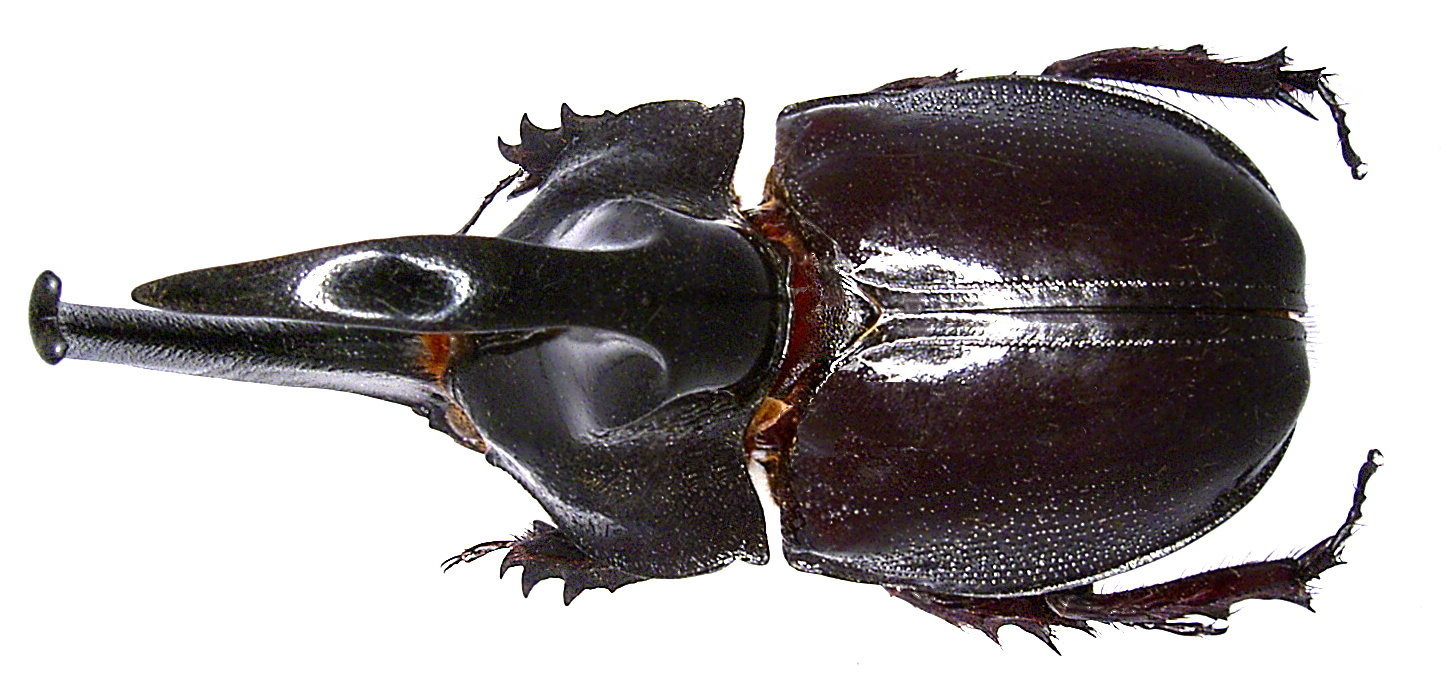
Самец Enema pan
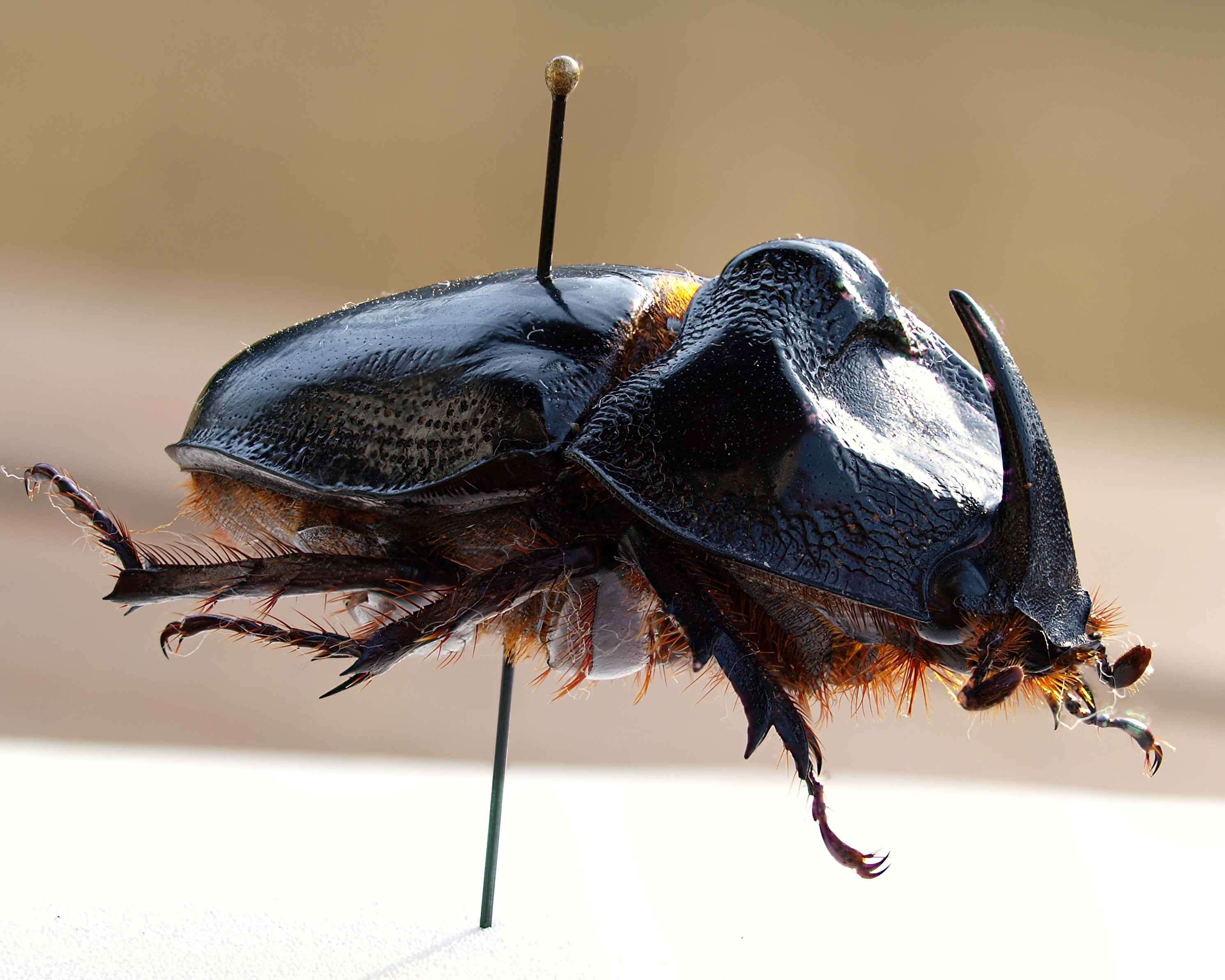
Самка Enema pan